# جيمس د. مونتجومري
جيمس د. مونتجومري (بالإنجليزية: James D. Montgomery) هو اقتصادي أمريكي، ولد في 13 أبريل 1963.